# 바르바라 로페스
바르바라 로페스(Bárbara López, 1992년 8월 13일 ~ )는 멕시코의 배우, 모델이다.